# Trixagus mendax
Trixagus mendax is een keversoort uit de familie dwergkniptorren (Throscidae). De wetenschappelijke naam van de soort werd in 1885 gepubliceerd door George Henry Horn.